# المعطيات (كتاب)
كتاب المعطيات لأقليدس نقله إلى العربية حنين بن إسحاق وأصلحه ثابت بن قرة وسماه تحرير كتاب المعطيات (وأصلح ابن قرة نقل حنين ابن إسحاق لكتاب الأصول وكتاب النبات) وهذبه نصير الدين الطوسي. وفي بدايته [هذا] تحرير كتاب المعطيات لأقليدس ترجمه إسحق وأصلحه ثابت خمسة وتسعون شكلا اهـ.

## وصلات خارجية
- المعطيات على موقع الموسوعة البريطانية (الإنجليزية)